# Цнобиладзе, Григорий Жиронович
Григорий Жиронович Цнобиладзе (родился 2 января 1983, Воркута) — российский регбист грузинского происхождения, нападающий. Младший брат Валерия Цнобиладзе.

## Карьера

### Клубная
Воспитанник школы команды «Айя» (Кутаиси), за неё выступал до 2005 года. С 2005 по 2011 защищал цвета «Новокузнецка». Один год провёл в составе «Кастр Олимпик». В декабре 2011 года перешёл в «Красный Яр». В 2014 году занял третье место в рейтинге лучших игроков клуба, став лучшим по версии болельщиков.

### В сборной
Право играть за сборную России Григорий и Валерий получили в 2009 году. Дебют Григория состоялся 12 июня 2011 в матче против второй сборной Италии. Григорий был в числе кандидатов на поездку на чемпионат мира, но в последний момент в состав не был включён.